# Arriloba
Die Weißweinsorte Arriloba ist eine Neuzüchtung des INRA Bordeaux (Institut National de la Recherche en Agronomie) Sud-Ouest im Südwesten Frankreichs. Unter Leitung des Basken Durquéty wurden im Jahr 1954 die Rebsorten Raffiat de Moncade und Sauvignon gekreuzt. 
Pierre Marcel Durquety realisierte zwischen 1950 und 1980 etliche Neuzüchtungen, von denen 7 Rebsorten den Sortenschutz erhielten: die 4 roten Sorten Arinarnoa, Egiodola, Ekigaïna, Semebat sowie die 3 weißen Sorten Arriloba, Liliorila und Perdea. Arriloba bedeutet in der baskischen Sprache « der Neffe von Pierre »  (Harri bedeutet « Pierre » und loba ist « der Neffe »). Arriloba ist eine Wortschöpfung, die es im Sprachgebrauch in dieser Weise nicht gibt.
In Frankreich sind ca. 15 Hektar Rebfläche mit Arriloba bestockt. Kleine Flächen sind auch in Australien bekannt. Die Rebsorte ergibt einen fruchtigen Wein, der an einen Sauvignon erinnert.
Siehe auch die Artikel Weinbau in Frankreich und Weinbau in Australien sowie die Liste von Rebsorten.
Abstammung: Raffiat de Moncade × Sauvignon Blanc

## Ampelographische Sortenmerkmale
In der Ampelographie wird der Habitus folgendermaßen beschrieben:
- Die Triebspitze ist offen. Sie ist weißwollig behaart. Die grünen Jungblätter sind bronzefarben gefleckt (Anthocyanflecken).
- Die Blätter  sind dreilappig (selten auch fünflappig) und mäßig tief gebuchtet (siehe auch den Artikel Blattform). Die Stielbucht ist U-förmig offen. Das Blatt ist spitz gesägt. Die Zähne sind im Vergleich der Rebsorten mittelweit gesetzt. Die Blattoberfläche (auch Spreite genannt) ist kaum blasig.
- Die mittelgroße Traube verfügt über einen langen Stiel. Die rundlichen Beeren sind klein bist mittelgroß und von weißlicher Farbe.

Arriloba reift 15 – 20 Tage nach dem Gutedel und ist damit noch früh reifend. Die wüchsige Sorte liefert gleichmäßig hohe Erträge, da die Sorte sehr krankheitsresistent ist. Arriloba ist eine Varietät der Edlen Weinrebe (Vitis vinifera). Sie besitzt zwittrige Blüten und ist somit selbstfruchtend. Beim Weinbau wird der ökonomische Nachteil vermieden, keinen Ertrag liefernde, männliche Pflanzen anbauen zu müssen.